# 간쑤성
간쑤성(중국어 간체자: 甘肃省, 정체자: 甘肅省, 병음: Gānsù Shěng, 위구르어: قًا صُوَع) 또는 감숙성은 중화인민공화국 서북부에 있는 성이다.

## 역사
간쑤성은 고대 문화의 발전이 꽤 이른 지역 중 하나이다. 이는 최근 이 지역에서 발견된 구석기시대 중기와 말기의 석기, 골각기, 동물의 화석과 인류가 불을 이용했던 여러 흔적과 7,000여 년 전 신석기시대 여러 유적 8,000여 점이 증명한다. 춘추전국시대에 여러 이민족이 집거하였으며 허시:하서(河西) 지방에 흉노, 월지, 오손이 집거하였다.
진(秦) 때는 위하(渭河) 상류와 경하(涇河) 유역 등지에서 온난하고 다습한 기후와 비옥한 황토를 비롯한 자연환경을 이용해 농업이 발전하였다. 한(漢)의 절정기인 한 무제(武帝) 시대 이후 동서 교역이 활발하게 전개되면서 이 지역은 실크로드(絲綢之路:사도지로)의 간선 지대로 부각된다. 삼국의 대립 이후 전개된 분열 시대에는 관(官)무역이 쇠퇴하는 대신 변경 무역이 왕성하게 전개되었다.
수(隋)에 들어 분열을 마감하고 하서(河西)를 중심으로 전개되던 변경 무역이 도읍인 장안(長安)과 낙양(洛陽)으로 연장된 결과 하서(河西)의 둔황(敦煌)은 동서 교통 문호로서 흥성한 후 한족·몽골족·티베트족 등 여러 민족 간 분쟁이 계속되었고 안사의 난 이후 국세 쇠락과 더불어 티베트의 잦은 침입과 함께 천산 이북에서 위구르가 진출했으므로, 이 지역은 당 휘하에서 멀어졌고 11세기에서 13세기에는 서하(西河)국이 간쑤 성 대부분을 지배하기도 했다.
당 말기부터 주변 민족국가인 토번, 티베트, 서하, 요나라, 금나라의 세력이 세지면서 중국 왕조의 서역 진출이 퇴조한 후 명 대에 해상 교통 발달 덕분에 하서(河西)를 중심으로 전개되던 실크로드(絲綢之路) 이용이 감소하면서 간쑤 성의 경제도 쇠퇴했다.
청 대에 들어 간쑤 성으로 독립되고 란저우가 성도가 되었다. 광서(光緖) 10년인 서기 1884년에는 간쑤 성에서 신장 성을 분리했다. 1929년에 닝샤 성과 칭하이성을 분리하여 독립시켰다. 1954년에 닝샤 성을 간쑤 성에 다시 포함시켰다. 1958년 양 성을 재차 분리시켜 닝샤 후이족 자치구가 성립했다. 1963년 서북부 성중에서 최후로 성의 경계선을 확정했다.

### 지명
진(秦) 이전, 전국은 주 9개로 나뉜 중 간쑤 성은 옹(雍)과 량(梁) 양 주로 나뉘었다. 이를 “옹량의 땅”이라 불렀다. 진시황이 중국을 통일하고서 전국은 군 36개로 나뉘었고 성내 동남부는 북지(北地)군과 농서(隴西)군으로 나뉘었다. 한(漢) 때 간쑤 성은 무도(武都), 농서(隴西), 금성(金城), 천수(天水), 안정(安定), 북지(北地), 무위(武威), 장액(張掖), 주천(酒泉), 둔황(敦煌) 등 군 10개로 다시 나뉘었다. 당은 명칭 군을 도로 바꾸어 관내(關內)도, 농우(隴右)도, 산남(山南)도로 나누고 이를 현 22개로 또다시 구분하였다. 원 때를 시작으로 감숙행중서(甘肅行中書省)이라고 칭하고 황하 서부의 천로이주(七路二州), 동부의 섬서흥원로(陝西興遠路)를 관할하였다. 명 때 명칭 성을 다시 폐지하고 사라는 명칭을 사용하여 섬서포정사(陝西布政司), 섬서도사(陝西都司), 섬서행도지휘사사(陝西行都指揮使司)로 나뉜다.
청 때 섬서우포정사(陝西右布政司)를 세우고 후에 이를 감숙포정사(甘肅布政司)라고 칭했고 행정 중심을 란저우 시로 이동하고 현재의 간쑤, 신장, 칭하이, 닝샤성을 관할한다. 1884년에 신장이 분리되고 1912년에 닝샤, 시닝(西寧), 란산(蘭山), 징위안(涇原), 웨이촨(渭川), 간량(甘凉), 안쑤(安肅) 등 도 7개로 나뉜다.
1927년에 명칭 도를 폐지하고 1929년에는 칭하이와 닝샤 양 성이 분리되어 나간다. 1950년 1월 8일 현재 간쑤 성 인민 행정부가 정식으로 성립된다.

## 지리
간쑤 성은 중국 서부, 황하 상류에 위치하며, 지역이 드넓다. 북위 32°11′~42°57′, 동경 92°13′~108°46′ 사이에 위치한다. 동쪽으로는 산시(陝西)(섬서), 남쪽으로는 쓰촨(四川)(사천), 서쪽으로는 칭하이(靑海)(청해), 신장(新疆)(신강), 북쪽으로는 네이멍구(內蒙古)(내몽고), 닝샤(寧夏)(영하), 몽골(도로로 연결되어 있지 않음)과 경계를 접하고 있다.
간쑤 성의 지형은 복잡하고 다양하다. 산지, 고원, 평야, 하곡, 사막이 뒤섞여 분포한다. 지세(地势)는 서남에서 동북으로 기울어져 있고, 폭이 좁고 긴 모양이다. 동서로 1,655km, 남북으로 530km며, 각 현의 특징에 따라 대략 6개의 큰 구역으로 나눌 수 있다.
첫 번째로는 룽난:롱남(隴南)산지이다. 이곳은 첩첩이 산봉우리가 있고, 산이 높으며 계곡이 깊다. 식생이 풍성하며 곳곳에 맑은 물이 쉬지 않고 흐른다. 이 지역은 대략 웨이수이:위수(渭水)이남, 린탄:임담(臨潭), 디에부:질부(迭部) 일대의 동쪽을 포함하며, 친링:진령(秦嶺)의 서연 부분이다. 산지와 구릉은 서고동저 지형이고, 푸른 산이 맞대있고, 계류가 출렁이며, 산봉우리가 높고 비탈이 가파르다. 남강의 섬세함과 북국의 거침이 이곳에서 완벽하게 어우러진다.
두 번째는 룽중:롱중(隴中)황토고원이다. 간쑤 성 중부와 동부에 위치하며 동쪽 샨시:섬서(陝西) 성과 간쑤:감숙 성의 경계에서 서쪽 냐오샤오링:조초령(烏鞘嶺) 부근까지이다. 이곳에는 석유와 매탄이 풍부하며, 유명한 산인 다촨(大川)(대천)이 있다. 황하는 이곳을 흘러지나 류자샤:류가협(劉家峽), 옌궈샤:염과협(鹽鍋峽), 바판샤:팔반협(八盤峽) 3대 저수지를 지난다.
세 번째는 간난(甘南)(감남)고원이다. 이곳은 “세계의 용마루”라 불린다. 칭짱:청장(靑藏)고원 동부 가장자리 모퉁이에 위치하며 지세가 높아 평균 해발 3,000m를 넘는 전형적인 고원지대이다. 이곳은 초원이 넓게 펼쳐져 있고, 수초가 풍부하여 간쑤 성의 주요 목축지 중 하나이다.
네 번째는 허시(河西)(하서)주랑이다. 북서부 치롄:기련(祁連)산맥 이북 허리산(合黎山)(합려산 2,663m)과 룽서우산(龍首山)(용수산 2,895m) 이남에 위치한다. 동에서 서로, 남에서 북으로 기울어져 있으며, 폭이 좁고 긴 지대이다. 해발 1,000~1,500m 사이에 있으며, 길이는 약 1,000km , 폭은 수km에서 100여km까지 일정하지 않다. 허리회랑의 지세는 평탄하며, 기계 경작의 조건이 좋고, 태양열이 충분하고, 수자원이 풍부하다. 농업발전의 전도가 유망하여 간쑤 성의 주요 상품 식량기지이다.
다섯 번째는 치롄산맥:기련산맥(祁連山脈)이다. 치롄산지는 허시주랑:하서주랑 남쪽에 위치하며 길이는 1,000여km 이고, 대부분 해발 3,500m 이상이다. 일 년 내내 눈이 녹지 않으며, 빙하가 구불구불 이어져 있어 허시주랑의 천연 고체 저수지이다. 식생은 수직으로 뚜렷하게 분포하는데, 황량한 사막, 목초지, 삼림, 빙설이 찬란한 색채의 입체적 화면을 조성한다.
여섯 번째는 허시주랑 이북지대이다. 이곳은 동서로 1,000여m이며, 해발 1,000~3,600m의 지대이다. 사람들은 보통 북산산지라고 부른다. 이곳은 텅거리:등격리(騰格里)사막과 파단길림(巴丹吉林)사막과 가까우며, 모래 바람이 사납고, 산에 암벽이 드러나 있다. 황량한 사막이 연속적으로 이어지고 하나하나의 산 가운데는 평원으로, 경작이 어려운 땅이기 때문에 인가가 드물다. 왕유의 사지재상(使至塞上)의 “넓은 사막에 한 줄기 연기가 곧게 섰고, 길게 뻗은 강물 위에 지는 해가 둥그네(大漠孤烟直，長河落日圓)”라는 시구의 고비사막 풍경을 느낄 수 있다.
간쑤는 산이 많은 성(省)이다. 가장 주요한 산맥은 처음에 언급한 치롄산:기련산, 냐오샤오링:조초령, 류판산이고, 그 다음으로는 아얼진:아이금(阿爾金)산, 마종(馬鬃)산, 허리산:합려산, 룽서우산:용수산, 시칭:서경(西傾)산, 쯔니우링:자우령(子牛嶺)산 등이 있다. 대부분의 산맥이 서북에서 동남 방향이다. 성 내의 삼림자원은 이러한 산지대에 집중해있고, 대다수 하류도 이 산맥들에서 형성되어 각 분류(分流)의 발원지가 된다.

## 기후
간쑤 성은 황토지대이며, 칭짱:청장(靑藏), 몽고 삼대 고원과 합쳐지는 지대이다. 지역 내의 형세가 복잡하고 산맥이 가로 세로로 교차하며 해발고도 차이가 현저하다. 고산, 분지, 평원, 사막 등이 아울러 있어, 산지형 고원 지모이다. 동남에서 서북으로 북아열대 습윤 지대부터 고한(高寒)지대, 건조지대까지 다양한 기후 유형을 가지고 있다.간쑤 성의 기후는 건조하고, 일교차가 크며, 일조량이 풍부하며, 태양 복사열이 강하다. 연평균 기온은 0°C～14°C이며, 동남에서 서북으로 갈수록 낮아진다.
허시주랑의 연평균 기온은 4°C～9°C이며, 치롄산은 0°C～6°C, 롱중은 5～9°C, 롱동은 7°C～10°C, 간난(甘南)은 1°C～7°C，롱난은 9°C～15°C이다. 연평균 강수량은 300mm 정도이고 강수량의 지역차가 크다. 42mm~760mm 사이로 동남에서 서북으로 갈수록 강수량이 감소한다. 강수의 계절적 분배가 고르지 않고, 주로 6월~9월에 집중적이다. 간쑤 성은 일조량이 많아 태양에너지가 풍부하고, 동남에서 서북으로 갈수록 증가한다. 일조량이 가장많은 곳은 허시주랑으로 2,800h~3,300h이며, 일조량이 가장 적은 곳은 롱난으로 1,800h~2,300h이다.

## 경제
감숙성(甘肅省)은 광활한 영토와 다량의 광물자원을 보유하고 있으나 건조한 기후와 산지· 고원이 전체 영토의 70%를 초과하는 척박한 자연환경으로 인해 주민의 생활수준이 어려운 실정이다. 2008년 명목 GDP는 3,176억 위안(465억 달러), 1인당 GDP는 12,110위안(1,773달러)로 중국 전체의 성(省)과 비교해 보았을 때 하위 수준에 속한다. 산업 비율을 살펴보면 농업이 24%이며, 공업이 43%, 상업과 서비스업이 33%를 차지하고 있다. 소맥·옥수수·사탕무·한약재 등을 생산하며 목축업·비철금속산업 등이 이루어지고 있다. 난주(蘭州)에서는 석유화공제품이 생산되고 있다.

### 농업
감숙성(甘肅省)에서는 소맥·옥수수·사탕무·한약재 등이 생산된다. 동남부에서는 동소맥, 서북부에서는 춘소맥, 서남우고한구에는 쌀보리가 많이 생산된다. 롱중·롱동 건조구에서는 조가 생산되고 롱남은 여러 가지를 함께 기르고 있으며 특히 온습의 옥미, 고구마류가 많이 자란다. 하서주랑(河西走廊)은 연운산(連雲山)의 녹은 빙설을 이용하여 녹주산업을 발전시켰고 상품양식산지와 면화종식의 기지이다. 특산물로는 난주(蘭州)의 백란과 천수의 사과, 경양의 황화채, 문현의 꽃 등이 있다.

### 목축업
감숙성(甘肅省)에서는 돼지, 양, 말, 소, 노루, 염소, 낙타 등의 목축업이 이루어지고 있는데 하하(夏河), 녹곡(碌曲), 마곡 등지의 하곡마(河曲馬), 구라양 등은 품질이 우수하다. 가정에서 사육하는 돼지와 가축은 중요한 역할을 하고 있으며, 돼지고기 생산량은 육류생산량의 80%를 차지한다.

### 공업
감숙성(甘肅省)에서는 중공업이 비교적 중요하게 여겨지고 있어서 석유화학공업, 유색금속, 전력기계, 모방직, 핵 공업 등에 주력하고 있다. 동서 20km, 남북 40km 규모의 옥문유전은 난주(蘭州)의 정유소와 송유관으로 연결되어 있어 이미 완벽한 석유연합기업으로 발전해 있다. 원유는 산지에서의 정련을 제외하고는 모두 동부의 난주(蘭州) 등지로 운송되어 가공된다. 이에 따라 란저우에는 대형 연유창고, 화학공업공장(비료, 에나멜, 플라스틱 등), 물 창고, 열전역 등이 하나의 석유화학공업계열을 이루고 있다. 전(全) 성(省)의 가용 물 잠재력은 1,424만kg이고 유가협(劉家峽)·옌궈협(鹽鍋峽) 등의 수력발전소와 화력발전소가 전력망을 구성하여 유색금속 제련에 전력을 공급하고 있다. 중국에서 니켈의 도시라고 불리는 금창시(市)는 중국 최대의 니켈 생산지로써 금창 니켈광은 전국에서도 유명하다. 금창은 니켈뿐만 아니라 대량의 백금, 금, 동 등이 생산되는데 백금족에 속하는 금속의 제련중심이다. 백은알루미늄광, 얼란동광, 하간진광산, 란저우와 천수의 방직공업, 천수의 전신기재, 주천 위성발사중심 등이 모두 일정의 규모를 갖추고 있다.

## 교통
항일전쟁이 끝나기 전인 1945년, 룽하이 철로가 톈수이까지 개통되었다. 1952년에는 톈수이에서 란저우에 이르는 천란철도(天蘭鐵路)가 개통되었고, 1956년에는 란저우에서 신장 위구르 자치구의 우루무치에 이르는 길이 1,903km의 란신 철로(蘭新鐵路)가 개통되었다. 이러한 철도 구간은 룽하이 철로의 서쪽 끝인 롄윈강에서 유럽의 런던을 잇는 유라시아 대륙의 다리로써의 중요한 구성부분이 되었다. 고속도로는 간쑤 성을 남북으로 관통한다. 둔황 공항이 준공됨으로써 여행객들은 베이징에서 비행기로 직접 둔황까지 갈 수 있게 되었다.

## 문화

### 룽쥐
룽쥐(隴劇)는 간쑤(甘肅) 성에서 새로 부흥하는 지방희극의 종류이다. 그의 전신은 환셴(環縣), 환쟝(環江)일대에 전해져 내려오는 룽둥(隴東) 다오칭(道情)이다. 룽둥다오칭(隴東道情)의 구체적 출현 시기는 현재 알 수 있는 방법이 없다.
먼저 다오칭(道情)의 곡조는 피잉옌(皮影演)에서 부른 것으로 쓰인다. 룽쥐(隴劇)는 룽둥다오칭(隴東道情)의 기초 위에, 계승•정리•발전•창조를 거쳐 점점 완성되었다. 그래서 룽둥다오칭(隴東道情)의 예술 특색 역시 룽쥐(隴劇)음악에 표현되어 있다. 룽쥐(隴劇)의 음악 기초에는 반챵티(板腔体)까지 포함되어있다. 그중 창치앙(唱腔)은 음악의 성격이 비교적 강하고, 지방음악 언어 특징까지 짙다. 간주에는 음악이 비교적 평평하고 고르며, 큰 변화 역시 없다. 곡조는 우렁차고 소박하며, 극은 빠르고 명랑하다. 룽쥐(隴劇)의 사용된 악기 역시 비교적 큰 발전이 있었다. 피파(琵琶), 얼후(二胡), 성(笙), 반후(板胡), 양친(揚琴), 티친(提琴)과 동관•목관악기가 증가되었고, 이는 룽쥐(隴劇)음악의 표현력을 풍부하게 해주었다.
룽쥐(隴劇)는 또한 창작과 연출된 극의 축적을 중시한다. 이미 관중들에게 호응을 얻었던 몇 가지 ≪楓洛池≫, ≪旌表記≫, ≪草原初春≫, ≪假婿乘龍≫ 등의 극들이 보존되어 오고 있다.

### 쿵퉁우슈
쿵퉁우슈(崆峒武术)는 쿵퉁 산(崆峒山)에서 만들어져 시작되었으며, 이는 도교문화의 한 구성 부분이었다. 사오린(少林), 우당(武當), 어메이(峨眉), 쿤룬(崑崙)과 함께 국가의 3대 우슈 분파로 불린다.
시조는 페이훙즈(飛虹子)이고, 일찍이 사오린(少林)사에서 배웠으며, 나중에 쿵퉁산에 은거하면서 도가를 배우고 연구하였다. 10대 장파이(掌派) 옌페이샤(燕飛霞)는 1956년 북경 전국 우슈 참관대회에서 1등을 거머쥔다. 97년 중국 우슈 단체의 미얀마 출국상연에서는 검, 창, 권법, 장법, 푸천(拂塵) 다섯 가지 종목에서 승리한다. 1959년에는 쿵퉁산을 떠나 신쟝(新疆), 상하이(上海), 난징(南京), 우시(無錫), 광저우(廣州) 등에 이를 전수하여 온 누리에 명성을 떨치게 되었다.

## 행정 구역
간쑤 성은 14개의 지급 행정 구역으로 이루어진다. 12개는 시이고 2개는 자치주이다. 내용은 다음과 같다.
| 간쑤 성의 행정 구역 | 간쑤 성의 행정 구역                     | 간쑤 성의 행정 구역 | 간쑤 성의 행정 구역     | 간쑤 성의 행정 구역 | 간쑤 성의 행정 구역 | 간쑤 성의 행정 구역 |
| ------------------- | --------------------------------------- | ------------------- | ----------------------- | ------------------- | ------------------- | ------------------- |
|                     |                                         |                     |                         |                     |                     |                     |
| №                   | 이름                                    | 한자                | 병음                    | 면적 (Km2)          | 인구 (2010년)       | 시청소재지          |
| 지급시              |                                         |                     |                         |                     |                     |                     |
| 1                   | 주취안 시 (주천시)                      | 酒泉市              | Jiǔquán Shì             | 193,973.78          | 1,095,947           | 쑤저우 구           |
| 2                   | 자위관 시 (가욕관시)                    | 嘉峪关市            | Jiāyùguān Shì           | 2,935.00            | 231,853             | /                   |
| 3                   | 장예 시 (장액시)                        | 张掖市              | Zhāngyè Shì             | 39,436.54           | 1,199,515           | 간저우 구           |
| 4                   | 진창 시 (금창시)                        | 金昌市              | Jīnchāng Shì            | 7,568.84            | 464,050             | 진촨 구             |
| 5                   | 우웨이 시 (무위시)                      | 武威市              | Wǔwēi Shì               | 32,516.91           | 1,815,054           | 량저우 구           |
| 6                   | 바이인 시 (백은시)                      | 白银市              | Báiyín Shì              | 20,164.09           | 1,708,751           | 바이인 구           |
| 7                   | 란저우 시 (난주시)                      | 兰州市              | Lánzhōu Shì             | 13,085.60           | 3,616,163           | 청관 구             |
| 8                   | 딩시 시 (정서시)                        | 定西市              | Dìngxī Shì              | 19,646.14           | 2,698,622           | 안딩 구             |
| 9                   | 룽난 시 (농남시)                        | 陇南市              | Lǒngnán Shì             | 27,856.69           | 2,567,718           | 우두 구             |
| 10                  | 톈수이 시 (천수시)                      | 天水市              | Tiānshuǐ Shì            | 14,312.13           | 3,262,548           | 친저우 구           |
| 11                  | 핑량 시 (평량시)                        | 平凉市              | Píngliáng Shì           | 11,196.71           | 2,068,033           | 쿵퉁 구             |
| 12                  | 칭양 시 (경양시)                        | 庆阳市              | Qìngyáng Shì            | 27,219.71           | 2,211,191           | 시펑 구             |
| 자치주              |                                         |                     |                         |                     |                     |                     |
| 13                  | 린샤 후이족 자치주 (임하 회족 자치주)   | 临夏回族自治州      | Línxià Huizù Zìzhìzhōu  | 8,116.57            | 1,946,677           | 린샤 시             |
| 14                  | 간난 티베트족 자치주 (감남 장족 자치주) | 甘南藏族自治州      | Gānnán Zàngzú Zìzhìzhōu | 38,311.56           | 689,132             | 허쭤 시             |

14개의 지급 행정구역은 다시 86개의 현급 행정구역으로 나뉜다.
현급시
- 둔황 시(敦煌市)=주취안 시(酒泉市) 소속
- 위먼 시(玉門市)=주취안 시(酒泉市) 소속
- 린샤 시(臨夏市)=린샤 후이족 자치주 주도
- 허쭤 시(合作市)=간난 티베트족 자치주 주도

## 주민
간쑤성의 주민의 92%가 한족이다. 다른 소수 민족은 후이족, 티베트족, 둥샹족, 투족, 만주족, 위구르족, 유구르족, 바오안족, 몽골족, 사라족, 카자흐족 등이다.
| 연도                                                                     | 인구       | ±%     |
| ------------------------------------------------------------------------ | ---------- | ------ |
| 1912                                                                     | 4,990,000  | —      |
| 1928                                                                     | 6,281,000  | +25.9% |
| 1936–37                                                                  | 6,716,000  | +6.9%  |
| 1947                                                                     | 7,091,000  | +5.6%  |
| 1954                                                                     | 12,928,102 | +82.3% |
| 1964                                                                     | 12,630,569 | −2.3%  |
| 1982                                                                     | 19,569,261 | +54.9% |
| 1990                                                                     | 22,371,141 | +14.3% |
| 2000                                                                     | 25,124,282 | +12.3% |
| 2010                                                                     | 25,575,254 | +1.8%  |
| 2020                                                                     | 25,019,831 | −2.2%  |
| Ningxia Province/AR was part of Gansu Province until 1929 and 1954–1958. |            |        |

## 언어
거의 대부분의 주민이 중국어를 사용한다. 성의 접경 지대에서는 암도어, 몽골어, 카자흐어를 사용한다.